# 南海の狼火
『南海の狼火』（なんかいののろし）は、1960年9月3日に公開された日活制作、小林旭主演ののアクション映画・流れ者シリーズ第三弾、監督は山崎徳次郎。

## あらすじ
野村浩次は、真珠の養殖に絡んだ事件を調べるため、宇和島へと渡る。

## 配役
- 小林旭 : 野村浩次
- 宍戸錠 : 坊主の政
- 浅丘ルリ子 : 須賀清子
- 堀恭子 : 田代千津
- 白木マリ : ジェニイ・ハルミ
- 中田博久 : 須賀周一
- 木下雅弘 	森山忠夫
- 岡田眞澄 : 辻井
- 楠侑子 : 秋枝
- 須田喜久代 : 洋子
- 内田良平 : 日下部
- 山崎育子 : イト
- 和田玲子 : マキ
- 久木登紀子 : トシ江
- 河野弘 : ミネ
- 玉村駿太郎 : ヤス
- 八代康二 : テツ
- 弘松三郎 : 立川
- 宮崎準 : 吉田
- 大治誠 : 大山
- 鈴村益代 : ばあや
- 菅井一郎 : 須賀力蔵
- 金子信雄 : 黒田

## スタッフ等
- 監督 ： 山崎徳次郎
- 脚本 ： 山崎巌
- 企画 ： 児井英生
- 音楽 ： 大森盛太郎
- 撮影 : 高村倉太郎
- 美術 : 横尾嘉良
- 編集 : 鈴木晄
- 助監督 : 武田一成
- 主題歌 : 『さすらい』: 小林旭
- 挿入歌 : 『アキラのホイホイ節』、『アキラのツーレロ節』、『チェリーブランデー』『宇和島音頭』: 小林旭

## ロケ地
- 宇和島城(鶴島城)[4]
- 和霊神社[4]
- 滑床渓谷[4]

## 流れ者シリーズ
- 『海から来た流れ者』（1960年、2月28日公開）
- 『海を渡る波止場の風』（1960年5月28日公開）
- 『南海の狼火』　(1960年9月3日)
- 『大暴れ風来坊』（1960年11月16日公開）
- 『風に逆らう流れ者』 (1961年4月9日公開）